# Космички лате
Космички лате је просечна боја галаксија универзума како се опажа са Земље, коју је пронашао тим астронома са Универзитета Џон Хопкинс. Карл Глазебрук и Иван Болдри су 2002. утврдили да је просечна боја универзума зеленкасто бела, али су убрзо исправили своју анализу у раду из 2003. у којем су известили да је њихов преглед светлости из преко 200.000 галаксија у просеку био благо беж-беле боје. Хекс вредност триплета за космички лате је #FFF8E7.

## Откриће боје
Проналажење просечне боје универзума није било у фокусу студије. Уместо тога, студија је испитивала спектралну анализу различитих галаксија да би се проучавало формирање звезда. Као и Фраунхоферове линије, тамне линије приказане у спектралним опсезима студије приказују старије и млађе звезде и омогућавају Глазебруку и Болдрију да одреде старост различитих галаксија и звезданих система. Студија је открила да је огромна већина звезда настала пре око 5 милијарди година. Пошто су ове звезде у прошлости биле „светлије“, боја универзума се мења током времена, мењајући се из плаве у црвену како се више плавих звезда мења у жуте и на крају црвене гиганте.
Како светлост из удаљених галаксија стиже до Земље, просечна „боја универзума“ (гледано са Земље) тежи ка чисто белој, због светлости која долази од звезда када су биле много млађе и плавије.

### Именовање боје
Исправљена боја је првобитно објављена на веб страници вести Универзитета Џонс Хопкинс и ажурирана је првобитна изјава тима.  Више новинских кућа, укључујући „NPR“ и „BBC“, приказало је боју, а неки су пренели Глејзбруков захтев за предлоге имена, у шали додајући да су сви добродошли све док нису „беж“.
Иако је Друмов предлог „Cappuccino Cosmico“ добио највише гласова, истраживачи су фаворизовали Друмов други предлог, „космички лате“. „Latte“ значи „млеко“ на италијанском, Галилејевом матерњем језику, и слично „latteo“ значи „млечно“, слично италијанском изразу за Млечни пут, „Via Lattea“. Уживали су у чињеници да ће боја бити слична и просечној боји Млечног пута, јер је део збира универзума. Такође су тврдили да су „пристрасни према кофеину“.
| Назив боје                | Заслуга           | Гласови |
| ------------------------- | ----------------- | ------- |
| Cosmic Latte              | Питер Драм        | 6       |
| Cappuccino Cosmico        | Питер Драм        | 17      |
| Big Bang Buff/Blush/Beige | Неколико учесника | 13      |
| Cosmic Cream              | Неколико учесника | 8       |
| Astronomer Green          | Непознато         | 8       |
| Astronomer Almond         | Лиза Роуз         | 7       |
| Skyvory                   | Михаел Хауард     | 7       |
| Univeige                  | Неколико учесника | 6       |
| Cosmic Khaki              | Непознато         | 5       |
| Primordial Clam Chowder   | Непознато         | 4       |